# Eucalyptus articulata
Eucalyptus articulata (лат.) — кустарник, вид рода Эвкалипт (Eucalyptus) семейства Миртовые (Myrtaceae), эндемик небольшой области недалеко от Калгурли в регионе Голдфилдс-Эсперанс Западной Австралии. У растения гладкая кора, ланцетовидные листья, цветочные бутоны в группах по семь, белые цветки и конические плоды.

## Ботаническое описание

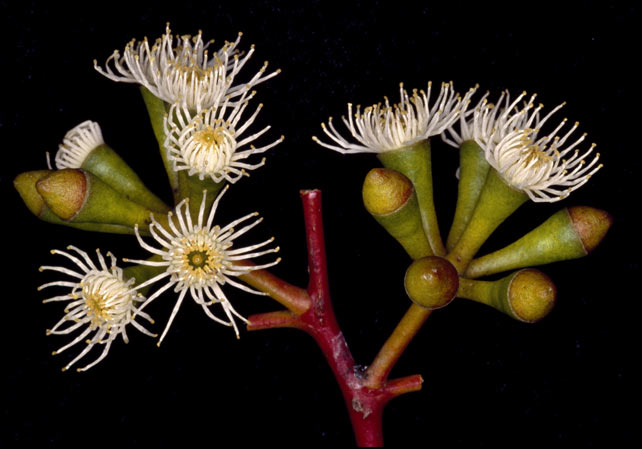
Цветущий эвкалипт E. articulata

Eucalyptus articulata — неправильной формы кустарник до 3 м в высоту. У этого вида гладкая кора светло-медного цвета по всей длине ствола и ветвей. Листья на молодых растениях похожи на зрелые листья, но тускло-голубовато-зелёные. Зрелые листья тёмно-глянцево-зелёные с обеих сторон, ланцетовидные, 60-120 мм в длину, 10-15 мм в ширину на черешке 8-18 мм длиной. На листьях много крупных жировых желез. Цветочные бутоны расположены группами по семь в пазухах листьев, иногда кажутся гроздьями на концах ветвей. Зрелые почки от овальной до грушевидной формы 7-9 мм в длину, 3-5 мм в ширину с коническим колпачком. Группы находятся на уплощённом цветоносе длиной 5-15 мм, отдельные цветки на цветоножке длиной 4-6 мм. Цветёт в период с июля по август, цветки белые. Плод представляет собой деревянистую коническую коробочку длиной 7-9 мм, шириной 4-7 мм. Образующиеся семена красно-коричневые, от яйцевидной до уплощённо-яйцевидной или кубовидной формы, длиной от 0,7 до 1,5 мм.

## Таксономия
Вид Eucalyptus articulata был впервые официально описан в 1993 году Иэном Брукером и Стивеном Хоппером на основе образцов, собранных ими возле горы Бения в 1987 году к востоку от скалы Мулга в Большой пустыне Виктория. Описание было опубликовано в журнале Nuytsia. Видовой эпитет — от латинского articulata — от латинского «сочленённый» или «отдельный», относящееся к основанию столбику.

## Распространение и местообитание
Эндемик Западной Австралии. Растёт в красных песчаных дюнах, аркозовых щебнях и супесях. Три известные популяции разбросаны на расстоянии от 1,5 до 2 км с общей популяцией около 120 растений, все в районе Мулга биогеографического региона Большая пустыня Виктория.

## Охранный статус
В 2008 году E. articulata была внесена в список уязвимых в соответствии с Законом об охране окружающей среды и сохранении биоразнообразия 1999 года. Она также была классифицирована Департаментом окружающей среды и охраны природы как «флора, находящаяся под угрозой исчезновения». Основная угроза для вида — нерегулярные пожары, однако неизвестно, устойчив ли этот вид к огню. Международный союз охраны природы классифицирует природоохранный статус вида как «уязвимый».